# Allograpta medanensis
Allograpta medanensis är en tvåvingeart som först beskrevs av Meijere 1914.  Allograpta medanensis ingår i släktet Allograpta och familjen blomflugor. Inga underarter finns listade i Catalogue of Life.